# اچ‌ام‌اس هراکلس (۱۸۶۸)
اچ‌ام‌اس هراکلس (۱۸۶۸) (به انگلیسی: HMS Hercules (1868)) یک کشتی بود که طول آن ۳۲۵ فوت (۹۹ متر) بود. این کشتی در سال ۱۸۶۸ ساخته شد.